# Tristichella glabrescens
Tristichella glabrescens là một loài rêu trong họ Sematophyllaceae. Loài này được Z. Iwats. mô tả khoa học đầu tiên năm 1977.